# Bodies (canção de Drowning Pool)
Bodies é o primeiro single da banda americana de metal Drowning Pool, realizada no álbum de estreia da banda Sinner. Bodies é a canção mais famosa do grupo e tem sido apresentada em vários filmes, programas de TV e anúncios desde seu lançamento.

## Letras da música
Considerada uma canção de nu metal, "Bodies" apresenta um uso pesado da letra "let the bodies hit the floor". Sua letra é construída contando gradualmente de um a quatro, gritando o número a cada vez, até atingir seu refrão intenso. Os vocais limpos nos versos da música contrastam com os muitos vocais ásperos em outros lugares. A estrutura da guitarra de "Bodies" apresenta um uso pesado do pedal wah.

## Desempenho nas tabelas musicais
| Tabelas Musicais (2001–02)                      | Posição |
| ----------------------------------------------- | ------- |
| Escócia (Scottish Singles Chart)                | 33      |
| Reino Unido (UK Singles Chart)                  | 34      |
| Reino Unido (OCC UK Rock and Metal)             | 3       |
| Estados Unidos (Bubbling Under Hot 100 Singles) | 19      |
| Estados Unidos (Billboard Alternative Airplay)  | 12      |
| Estados Unidos (Billboard Mainstream Rock)      | 6       |